# سياسة الطاقة

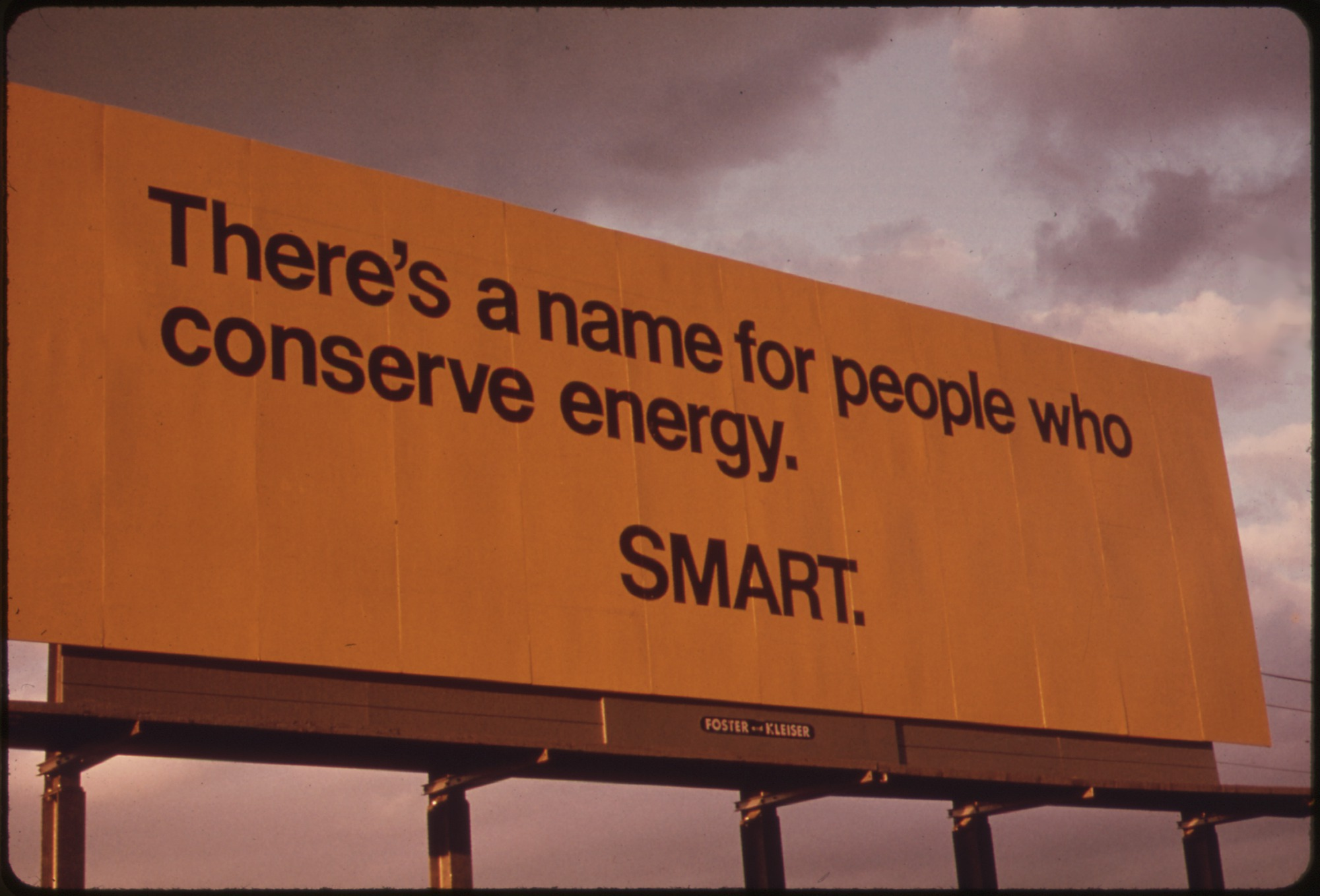
لوحة إعلانية تنصح سائقي السيارات المارة بخطورة نقص الطاقة في ولاية أوريغون خلال خريف عام 1973 م

سياسة الطاقة هي الطريقة التي يتبناها كيان معين (غالبًا ما يكون حكوميًا) لمعالجة قضايا تطوير الطاقة بما في ذلك تحويل الطاقة وتوزيعها واستخدامها. قد تشمل سمات سياسة الطاقة التشريعات والمعاهدات الدولية والحوافز الاستثمارية والقواعد الارشادية للحفاظ على الطاقة والضرائب وتقنيات السياسة العامة الأخرى. الطاقة عنصر أساسي في الاقتصادات الحديثة. لا يتطلب الاقتصاد الفعال العمالة ورأس المال فحسب، بل يتطلب أيضًا الطاقة اللازمة للتصنيع والنقل والاتصالات والزراعة وغير ذلك. تُقاس مصادر الطاقة بوحدات فيزيائية مختلفة: يُقاس الوقود السائل بوحدة البراميل أو الجالونات، والغاز الطبيعي بالأقدام المكعبة، والفحم بالطن الأمريكي، والكهرباء بالكيلوواط والكيلوواط ساعة.

## نظرة عامة
فيما يتعلق بمصطلح سياسة الطاقة، ينبغي التأكيد على أهمية تبني سياسة طاقة بيئية على المستوى العالمي لمعالجة قضايا الاحتباس الحراري والتغيرات المناخية.
على الرغم من استمرار الأبحاث، إلا أن «الأبعاد البشرية» لاستخدام الطاقة تحظى باهتمام متزايد من قِبل قطاع الأعمال والخدمات والسياسيين. يمكن أن يؤدي استخدام العلوم الاجتماعية لتفحص سلوك مستهلكي الطاقة إلى تمكين السياسيين من اتخاذ قرارات أفضل بشأن المناخ والطاقة على نطاق واسع. يمكن أن يؤدي ذلك إلى تسهيل استخدام الطاقة بكفاءة أكبر، وتسويق الطاقة المتجددة، وخفض انبعاثات الكربون. يعد الحصول على الطاقة أمرًا بالغ الأهمية أيضًا للاحتياجات الاجتماعية الأساسية، مثل الإضاءة والتدفئة والطهي والرعاية الصحية. نتيجةً لذلك، فإن لسعر الطاقة تأثير مباشر على الوظائف والإنتاجية الاقتصادية وتنافس الأعمال وتكلفة السلع والخدمات.

## سياسة الطاقة الخاصة
تشير سياسة الطاقة الخاصة إلى نهج الشركات في مجال الطاقة. في عام 2019، التزمت بعض الشركات «بوضع أهداف مناخية للحد من ارتفاع درجة الحرارة العالمية إلى 1.5 درجة مئوية فوق مستويات ما قبل الثورة الصناعية وإيقاف الانبعاثات الكربونية بالكامل بحلول عام 2050».

## سياسة الطاقة الوطنية

### إجراءات وضع سياسات الطاقة
تشمل سياسة الطاقة الوطنية مجموعة من الإجراءات التي تتضمن قوانين الدولة والمعاهدات وتوجيهات الوكالات. قد تتضمن سياسة الطاقة الوطنية إحدى الإجراءات التالية أو أكثر:
- بيان السياسة الوطنية فيما يتعلق بتخطيط سياسات الطاقة وتوليدها ونقلها واستخدامها
- التشريعات الخاصة بأنشطة الطاقة التجارية، مثل التجارة والنقل والتخزين بالإضافة إلى أمور أخرى
- التشريعات التي تؤثر على استخدام الطاقة، مثل معايير الكفاءة ومعايير الانبعاثات
- تعليمات استخدام أصول ومؤسسات قطاع الطاقة التابع للدولة
- المشاركة النشطة في عمليات التنقيب عن الوقود المعدني وسياسات البحث والتطوير الأخرى المتعلقة بالطاقة
- السياسات المالية المتعلقة بمنتجات وخدمات الطاقة، مثل الضرائب والإعفاءات والإعانات وغيرها
- أمن الطاقة وتدابير السياسة الدولية مثل:
  - المعاهدات والتحالفات الدولية في قطاع الطاقة،
  - اتفاقيات التجارة الدولية العامة،
  - العلاقات الخاصة بين الدول الغنية بالطاقة، بما في ذلك الوجود و/أو الهيمنة العسكرية